# McKinley River
Der McKinley River ist der 110 Kilometer lange rechte Quellfluss des Kantishna River im US-Bundesstaat Alaska.

## Geographie

### Verlauf
Die Quelle des McKinley Rivers befindet sich unterhalb der Gletscherzunge des Muldrow-Gletschers an der Nordwestflanke der Alaskakette. Der McKinley River strömt anfangs nach Westen, später nach Nordwesten und schließlich nach Norden, bevor er sich 35 Kilometer östlich von Lake Minchumina mit dem von links zufließenden Birch Creek zum Kantishna River vereinigt. Der komplette Flusslauf befindet sich innerhalb des Denali-Nationalparks. Der Fluss fließt abschnittsweise durch ein breites Flussbett, in welchem er zahlreiche Arme bildet. Aufgrund der Schneeschmelze der Gletscher führt der Fluss in den Sommermonaten die größten Wassermengen.

### Nebenflüsse
Nebenflüsse sind Thorofare River (Abfluss des Sunset-Gletschers) von rechts sowie Clearwater Creek, Muddy River (Abfluss des Peters-Gletschers) und Slippery Creek von links.